# NGC 625
NGC 625 је спирална галаксија у сазвежђу Феникс која се налази на NGC листи објеката дубоког неба.
Деклинација објекта је - 41° 26' 15" а ректасцензија 1h 35m 4,4s. Привидна величина (магнитуда) објекта NGC 625 износи 11,1 а фотографска магнитуда 11,7. Налази се на удаљености од 3,640 милиона парсека од Сунца. NGC 625 је још познат и под ознакама ESO 297-5, MCG -7-4-17, AM 0132-414, IRAS 01329-4141, PRC C-11, PGC 5896.